# Eifelrennen 1932
L'Eifelrennen 1932 est un Grand Prix qui s'est tenu sur le Nürburgring le 29 mai 1932.

## Grille de départ
| 1re ligne | Pos. 3              |                       | Pos. 2                 |                 | Pos. 1                        |
| --------- | ------------------- | --------------------- | ---------------------- | --------------- | ----------------------------- |
|           | Chiron Bugatti      |                       | Broschek Mercedes-Benz |                 | Von Brauchitsch Mercedes-Benz |
| 2e ligne  |                     | Pos. 5                |                        | Pos. 4          |                               |
|           |                     | Caracciola Alfa Romeo |                        | Dreyfus Bugatti |                               |
| 3e ligne  | Pos. 6              |                       |                        |                 |                               |
|           | Stuck Mercedes-Benz |                       |                        |                 |                               |

## Classement de la course des voitures de plus de1 500cm3
| Pos | no | Pilote                      | Écurie                 | Châssis            | Tours | Temps/Abandon                       | Grille |
| --- | -- | --------------------------- | ---------------------- | ------------------ | ----- | ----------------------------------- | ------ |
| 1   | 3  | Rudolf Caracciola           | Privé                  | Alfa Romeo Monza   | 14    | 2 h 48 min 22 s 8                   | 5      |
| 2   | 5  | René Dreyfus                | Privé                  | Bugatti T51        | 14    | 2 h 48 min 44 s 0                   | 4      |
| 3   | 1  | Manfred von Brauchitsch     | Privé                  | Mercedes-Benz SSKL | 14    | 2 h 53 min 18 s 6                   | 1      |
| 4   | 10 | Hans Stuck                  | Privé                  | Mercedes-Benz SSKL | 14    | 2 h 57 min 50 s 6                   | 6      |
| 5   | 4  | Louis Chiron                | Automobiles E. Bugatti | Bugatti T51        | 14    | 2 h 58 min 6 s 0                    | 3      |
| 6   | 2  | Albert Broschek             | Privé                  | Mercedes-Benz SSK  | 14    | 3 h 22 min 42 s 0                   | 2      |
| Np  | 7  | László Hartmann             | Privé                  | Bugatti T35B       |       | Engagé en classe moins de 1 500 cm3 |        |
| Np  | 9  | Heinrich-Joachim von Morgen | Privé                  | Bugatti T51        |       | Accident mortel aux essais          |        |

- Légende: Abd.=Abandon - Np.=Non partant.

## Classement de la course des voitures de moins de1 500cm3
| Pos | no | Pilote               | Écurie | Châssis            | Tours | Temps/Abandon         |
| --- | -- | -------------------- | ------ | ------------------ | ----- | --------------------- |
| 1   | 22 | Hans Täuber          | Privé  | Alfa Romeo 6C 1500 | 14    | 3 h 7 min 24 s 0      |
| 2   |    | László Hartmann      | Privé  | Bugatti T37A       | 14    | 3 h 17 min 59 s 0     |
| 3   | 1  | Willi Seibel         | Privé  | Bugatti T37A       | 14    | 3 h 28 min 53 s 0     |
| Nc  |    | Joseph Zigrand       | Privé  | Bugatti T37A       | 13    | + 1 tour              |
| Abd | 17 | Fritz Kortylewski    | Privé  | Bugatti T37A       |       |                       |
| Abd | 21 | Rudolf Steinweg      | Privé  | Amilcar            | 10    | Boîte de vitesses     |
| Abd | 15 | Friedrich Dilthey    | Privé  | Bugatti T37A       |       |                       |
| Abd | 19 | Florian Schmidt      | Privé  | Bugatti T37A       |       | Tuyau d'essence brisé |
| Abd | 16 | Beatrix Gilka-Götzow | Privée | Bugatti T37A       |       |                       |
| Np  | 18 | Hans Ollendorf       | Privé  | Bugatti T37A       |       | Non partant           |

- Légende: Abd.=Abandon - Nc.=Non classé - Np.=Non partant.

## Classement de la course des voitures de moins de800cm3
| Pos | no | Pilote               | Écurie | Châssis      | Tours | Temps/Abandon     |
| --- | -- | -------------------- | ------ | ------------ | ----- | ----------------- |
| 1   | 37 | Gerhard Macher       | Privé  | DKW          | 10    | 2 h 40 min 29 s 0 |
| 2   | 38 | Hans Simons          | Privé  | DKW          | 10    | 2 h 48 min 37 s 0 |
| 3   | 39 | « Stoll »            | Privé  | DKW          | 10    | 3 h 30 min 56 s 0 |
| Abd | 36 | Bobby Kohlrausch     | Privé  | BMW Wartburg |       | Accident          |
| Abd | 29 | Walter Bäumer        | Privé  | Austin       |       | Abandon           |
| ?   | 35 | Fritz Hedderich      | Privé  | BMW Wartburg |       |                   |
| ?   | 32 | « Friedenthal »      | Privé  | DKW          |       |                   |
| ?   | 30 | Werner Bäumer        | Privé  | BMW Wartburg |       |                   |
| ?   | 34 | Carl Götze           | Privé  | BMW Wartburg |       |                   |
| ?   | 40 | Eugen Stößer         | Privé  | BMW Wartburg |       |                   |
| ?   | 31 | Toni Bauhofer        | Privé  | DKW          |       |                   |
| Np  | 28 | Frank Stanley Barnes | Privé  | Austin       |       | Non partant       |
| Np  | 28 | Charles Goodacre     | Privé  | Austin       |       | Non partant       |

- Légende: Abd.=Abandon - Np.=Non partant.

## Pole position & Record du tour
- Premier groupe :
  - Pole position : Manfred von Brauchitsch.
  - Tour le plus rapide : Rudolf Caracciola en 11 min 42 s 8.

- Deuxième groupe :
  - Tour le plus rapide : László Hartmann en 12 min 53 s 0.

- Troisième groupe :
  - Tour le plus rapide : Hans Simons en 15 min 12 s 0.

## Tours en tête
- Rudolf Caracciola : 14 (1-14)